# En vän jag har i Jesus
En vän jag har i Jesus är en sång med text från 1881 av Charles Fry och med musik av J R Murray.

## Publicerad i
- Musik till Frälsningsarméns sångbok 1907 som nr 224.
- Frälsningsarméns sångbok 1929 som nr 242 under rubriken "Jubel, erfarenhet och vittnesbörd".
- Frälsningsarméns sångbok 1968 som nr 274 under rubriken "Jubel och tacksägelse".
- Frälsningsarméns sångbok 1990 som nr 541 under rubriken "Erfarenhet och vittnesbörd".
- Sångboken 1998 som nr 21.